# Zamia onanreyesii
Zamia onanreyesii або Zamia onan-reyesii — вид голонасінних рослин класу Саговникоподібні (Cycadopsida).
Етимологія: видовий епітет в честь Онана Рейеса (Onán Reyes), біолога Гондурасу.

## Опис
Стебло до 2 м заввишки, до 16 см в діаметрі. Листя 3–15(44), 60–180 × 15–50 см, прямовисні або злегка зігнуті, черешок довжиною 15–40 см, циліндричний, слабо або помірно озброєні колючками, хребет циліндричний, довжиною до 40–120 см, з кількома колючками уздовж проксимальної третини. Листові фрагменти до 30 пар, сидячі, довгасто–ланцетні, довго загострені на вершині, поля дрібно-пилчасті по дистальної третини, середні листові фрагменти 36 × 4 см. Пилкові шишки зазвичай 1–3, прямовисні, циліндричні, довжиною до 27,5 см, до 4 см в діаметрі, від світло–коричневих до жовто–коричневих, апекс гострий; плодоніжка коричнево–жовта, повстяні, довжиною до 8,5 см, до 1,6 см в діаметрі. Насіннєві шишки зазвичай поодинокі, прямовисні, циліндричні, довжиною до 43 см, 12 см в діаметрі, від коричневих до зеленуватих, вершина конічна, плодоніжка щільно коричневий повстяні, до 5 см завдовжки, до 2,5 см в діаметрі. Насіння яйцеподібне, саркотеста червона в кінці терміну дозрівання, довжиною до 3 см, до 2 см в діаметрі, гладка.
Визначні характеристики: стебла деревовиді до 2 м заввишки, листові фрагменти шкірясті, довго загострені на вершині, краї дрібно-пилчасті.

## Поширення, екологія
Гондурас, між 0–1300 м у вічнозелених тропічних лісах.